# Labradorstrømmen
Labradorstrømmen er en kold havstrøm i den nordlige del af  Atlanterhavet som strømmer fra Ishavet sydover langs Labradorkysten, passerer rundt Newfoundland og fortsætter mod syd langs østkysten af Nova Scotia. Strømmen er en fortsættelse af Vestgrønlandstrømmen og Baffinstrømmen.
Ved Newfoundlandsbankerne møder Labradorstrømmen Golfstrømmen og danner den Nordatlantiske strøm.